# Wilmar Paredes
Wilmar Andrés Paredes Zapata (Medellín, 27 aprile 1996) è un ciclista su strada e pistard colombiano che corre per il Team Medellín-EPM.

## Carriera
Nel dicembre del 2019 è stata squalificato per quattro anni, dopo essere risultato positivo all'EPO in seguito a un controllo effettuato nel precedente mese di febbraio.

## Palmarès

### Strada
- 2013 (Juniores)

1ª tappa Vuelta del Porvenir de Colombia (Tunja > Tunja)
- 2014 (Juniores)

Campionati panamericani, Prova in linea Junior
- 2015 (Manzana Postobón, una vittoria)

2ª tappa Vuelta de la Juventud de Colombia (Guadalajara de Buga > El Tambo)
- 2017 (Manzana Postobón, una vittoria)

2ª tappa Vuelta a Colombia (Rionegro > Puerto Boyacá)
- 2024 (Team Medellín-EPM, cinque vittorie)

1ª tappa Jamaica International Cycling Classic (Montego Bay > Montego Bay)
Classifica generale Jamaica International Cycling Classic
1ª tappa Tour of the Gila (Silver City > Mogollon)
5ª tappa Tour of the Gila (Silver City > Piños Altos)
1ª tappa Vuelta Bantrab (Città del Guatemala > Città del Guatemala)
- 2025 (Team Medellín-EPM, una vittoria)

1ª tappa Vuelta a Colombia (Yopal > Yopal)

#### Altri successi
- 2017 (Manzana Postobón)

Classifica giovani Circuit de la Sarthe
Classifica scalatori Tour des Fjords
- 2018 (Manzana Postobón)

Classifica giovani Circuit de la Sarthe
- 2019 (Manzana Postobón)

Classifica scalatori Tour de Taiwan
- 2023 (Team Medellin-EPM)

1ª tappa Tour de Panamá, cronosquadre
2ª tappa Tour de Panamá
- 2024 (Team Medellin-EPM)

2ª tappa Clásica de Rionegro (Rionegro > Rionegro)
2ª tappa Vuelta al Tolima (Chaparral > Rovira)
Classifica scalatori Tour of the Gila
Classifica scalatori Tour of Hainan
1ª tappa Clásico RCN (Cúcuta > Malecón, cronosquadre)
3ª tappa Clásico RCN (Lebrija > Puerto Berrío)
- 2025 (Team Medellin-EPM)

Circuito Ciudad de Tuta

### Pista
- 2016

Campionati panamericani, Inseguimento a squadre (con Juan Esteban Arango, Brayan Sánchez ed Eduardo Estrada)

## Piazzamenti

### Competizioni mondiali
- Campionati del mondo su strada

Ponferrada 2014 - In linea Junior: 12º
Richmond 2015 - In linea Under-23: 75º
Bergen 2017 - In linea Under-23: 17º
Innsbruck 2018 - In linea Under-23: 31º
- Campionati del mondo su pista

Seul 2014 - Inseguimento a squadre Junior: 2º
Seul 2014 - Inseguimento individuale Junior: 9º
Seul 2014 - Corsa a punti Junior: 4º
Seul 2014 - Americana Junior: 10º